# Oldsmobile Cutlass
El Oldsmobile Cutlass es un automóvil de tamaño mediano con un motor v6 fabricado por Oldsmobile, que fue una división de General Motors. El Cutlass comenzó como un coche compacto, pero debido a su éxito fue fabricado como un automóvil de tamaño medio. 
Introducido en 1961, como un nivel de equipamiento superior de la línea compacta Oldsmobile F-85, a lo largo de los años el nombre Cutlass ha acumulado gran valor de marca y se convirtió en uno de los más populares en la industria en la década de 1970. En la década de 1980, el Oldsmobile Cutlass era una sub-marca, con una serie de líneas de vehículos diferentes que llevan el nombre de forma simultánea. Estos incluyen el Cutlass Calais que era un compacto, el de tamaño medio Cutlass Ciera, el Cutlass Cruiser Station Wagon, y su primo de tamaño medio el Cutlass Supreme. En México se ofrece una versión llamada Oldsmobile Cutlass Eurosport.

## Primera generación (1961-1963)
General Motors comenzó a desarrollar sus primeros autos compactos en 1959, comenzando con el Chevrolet Corvair. Al año siguiente, se empezaron a fabricar más compactos en las empresas de Buick, Oldsmobile y Pontiac, lo que se denomina «compactos de alto nivel». Ellos comparten la misma carrocería y un motor ligero. El diseñador Rybicki Irving de Oldsmobile comenzó a trabajar en el modelo Cutlass en 1957. Por último, el Cutlass salió a la venta en 1960 como un modelo 1961.

## Segunda generación (1964-1967)
Las decepcionantes ventas del compacto F-85, junto con la introducción del Ford Fairlane en 1962, llevó a GM a agrandar los compactos para el modelo 1964.
El nuevo tamaño medio F-85 compartió una nueva plataforma A con Chevrolet Chevelle, Pontiac Tempest y Buick Special, con un chasis de carrocería sobre bastidor convencional con un marco perimetral. La distancia entre ejes creció a 115 pulgadas (2921 mm), longitud total de 203 pulgadas (5156 mm); y el peso aumento 300 libras (136 kg).

## Tercera generación (1968-1972)

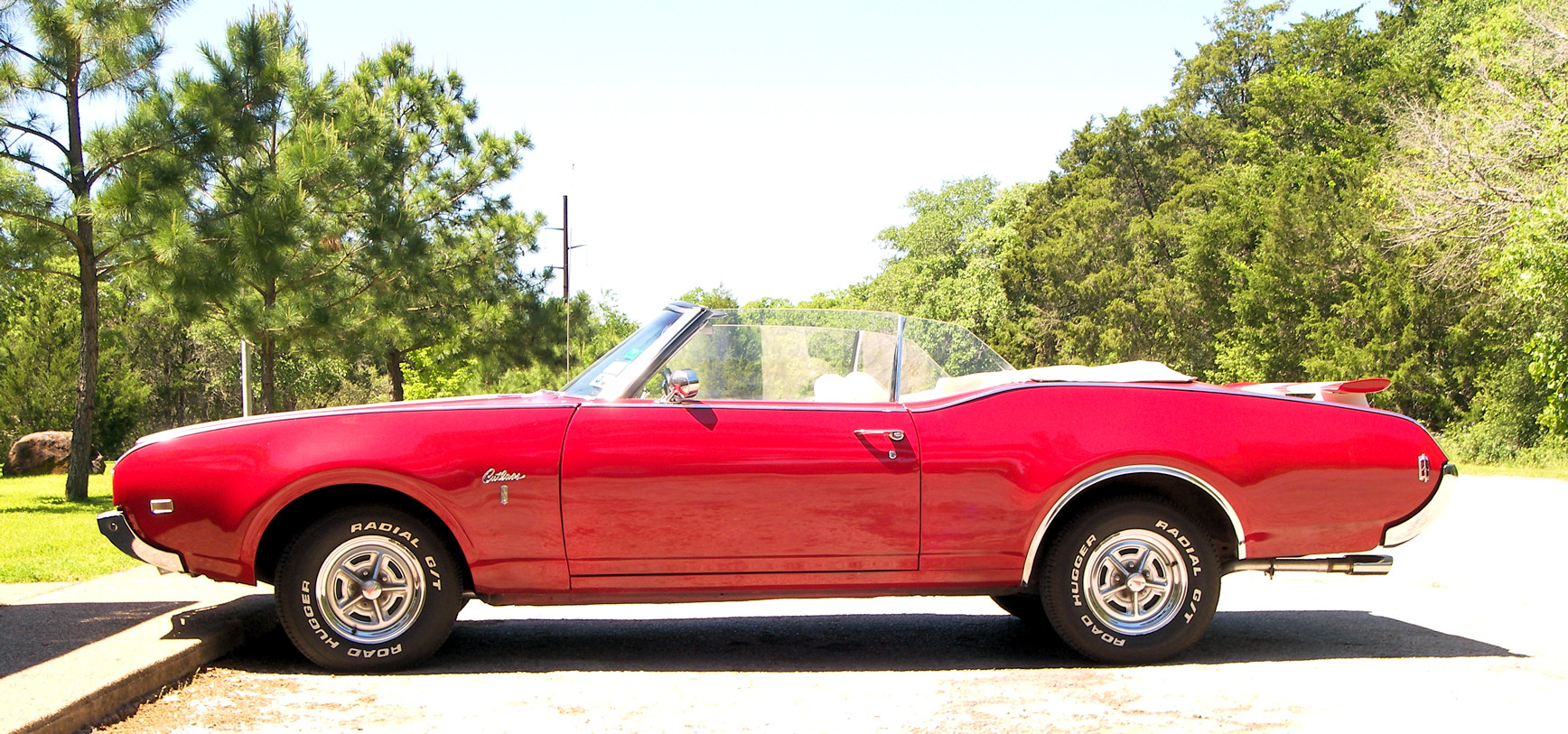
Oldsmobile Cutlass descapotable de 1969

El F-85/Cutlass se sometió a un importante organismo de rediseño en 1968, al igual que el resto de GM en algunos autos. Oldsmobile describió un diseño dirigido por Stan Wilen. De dos puertas y también modelos de cuatro puertas, ahora montó distancias entre ejes: 112 pulgadas (2845 mm) de dos puertas y 116 pulgadas (2946 mm) de cuatro puertas. Aparentemente, este cambio fue para permitir un estilo más individual, aunque varios ingenieros fueron citados en off the récord, diciendo que el de 115 pulgadas (2921 mm) de distancia entre ejes ha creado problemas con la incómoda "hip autopista", debido a su frecuencia de resonancia. La longitud total se ha reducido a 2,6 pulgadas (66 mm), pero su peso en vacío se elevó de aproximadamente 75 libras (34 kg) a 3465 libras (1572 kg) para el cupé hardtop. También se produjeron el Cutlass Supreme y el Oldsmobile 442.

## Cuarta generación (1973-1977)

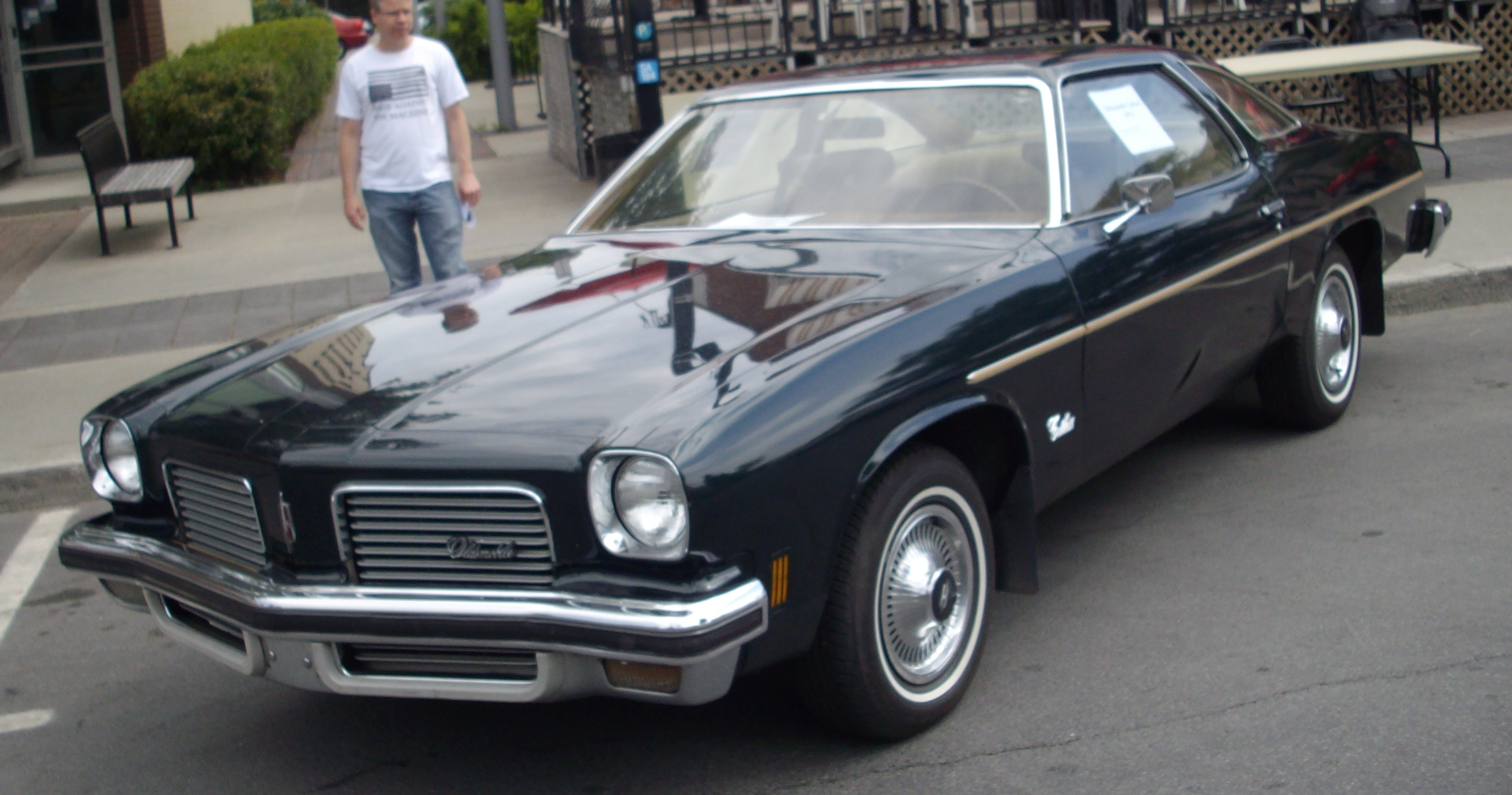
Oldsmobile Cutlass Cupé de 1974

El Cutlass fue rediseñado para el año 1973 con una nueva GM «Columnata», un carrocería de plataforma. La línea de modelos consistió en el base Cutlass, Cutlass "S", Cutlass Supreme, Cutlass Salon, Vista Cruiser Station Wagon y el paquete de apariencia 442 basado en el Cutlass "S". El Cutlass "S" y 442 se ofrecen como una opción con un costo adicional, son los únicos con asientos con respaldos altos Strato y construido en los reposacabezas que pueden girarse 90 grados para permitir la fácil entrada y salida para el conductor y el pasajero del asiento delantero.

## Quinta generación (1978-1988)

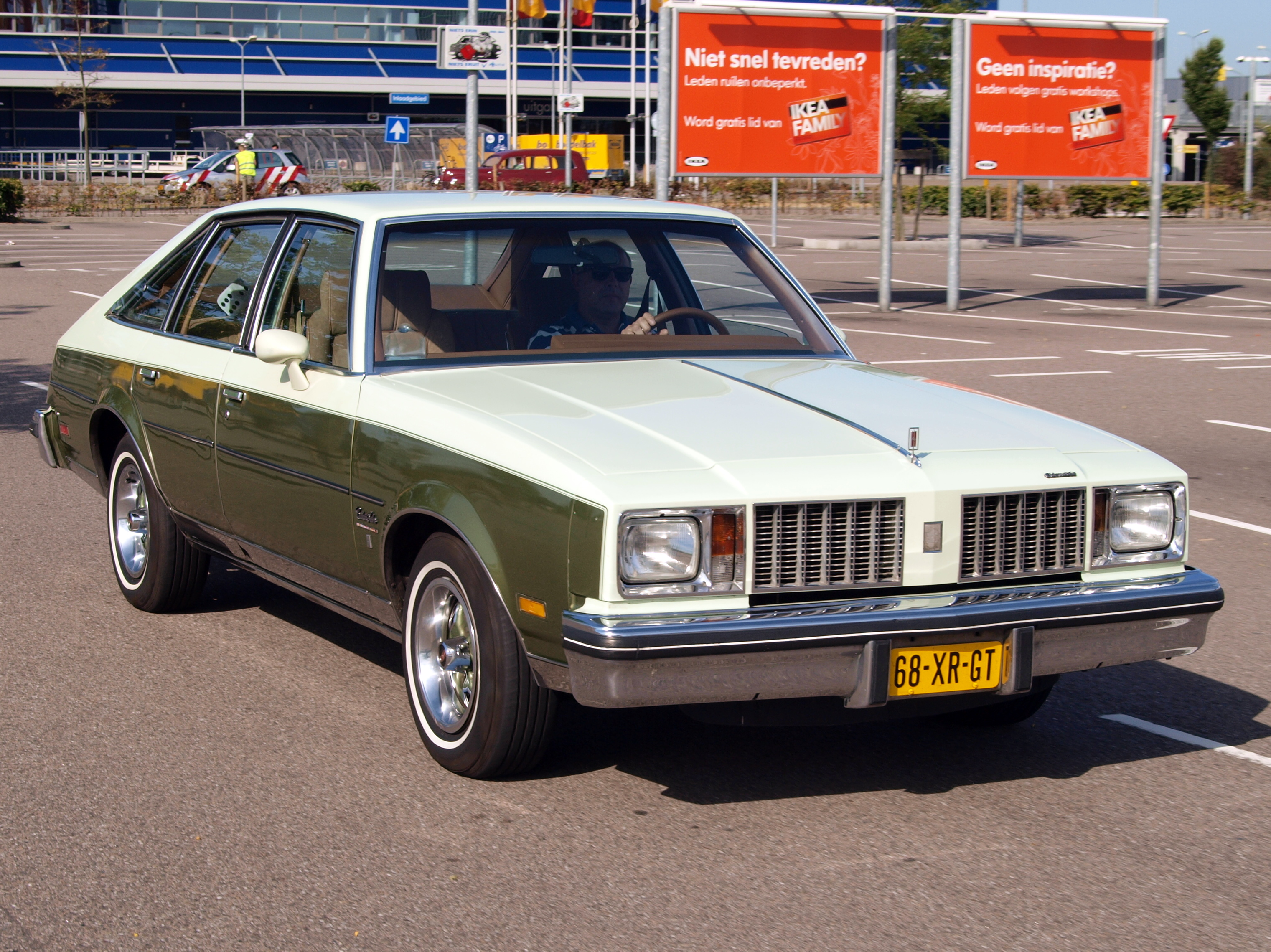
1978 Oldsmobile Cutlass Salon.

El Cutlass de 1978 fue reducido a la nueva versión de la plataforma A con una distancia entre ejes más corta de 108 pulgadas (2743 mm). Este Cutlass era más ligero que las versiones anteriores a alrededor de 3300 libras (1497 kg), que se podía ordenar con cualquiera de los varios motores construidos por las diferentes divisiones de General Motors: un V6 Buick de 231 plgs³, V8 Oldsmobile de 260 plgs³, V8 Pontiac de 301 plgs³ o V8 Chevrolet de 305 plgs³, ya sea con carburadores de dos o cuatro bocas.
El alineación del 1978 Cutlass incluye el Salón y Salón Brougham fastback cupé, sedán y el techo formal Supreme, Supreme Brougham y cupés Calais. Los Salón fueron diseñados más como hatchbacks importados que fastbacks deportivos, aunque tenían un baúl separado.
El Cutlass Calais utiliza esencialmente la misma suspensión del 442, pero también venían de serie con varias otras opciones de alto rendimiento y de turismo, incluyendo instrumentación completa, un volante deportivo de aluminio, asientos delanteros reclinables y una consola central con palanca al piso. Estéticamente, la línea de 1978 continuó hasta 1979, con sólo unos ligeros cambios delanteros y traseros.

## La familia del Oldsmobile Cutlass
A partir de 1982, Oldsmobile comenzó a utilizar el nombre de Cutlass como un sub-marca, con una serie de líneas de vehículos diferentes que llevan ese nombre de forma simultánea.
- Oldsmobile Cutlass Ciera: Fue uno de los modelos más vendidos de Oldsmobile.

- Oldsmobile Cutlass Supreme: Fue un Cutlass deportivo.

- Oldsmobile Cutlass Calais: Fue un compacto de tracción delantera.

- Oldsmobile Cutlass 442: Fue un Muscle car y un paquete opcional más costoso del Cutlass.

## Sexta generación
El Oldsmobile Cutlass nombre fue revivido en 1997 como una versión de lujo del nuevo Chevrolet Malibu, en sustitución del Oldsmobile Cutlass Ciera, y fue vendido exclusivamente en los Estados Unidos. Fue Construido en Oklahoma City, este modelo utiliza una distancia entre ejes de la plataforma N de GM, compartida con el Pontiac Grand Am, Buick Skylark y el Oldsmobile Achieva. Este modelo fue un puente entre el Oldsmobile Achieva y el Alero.